# Computadora de escritorio

Ilustración de una computadora de escritorio.

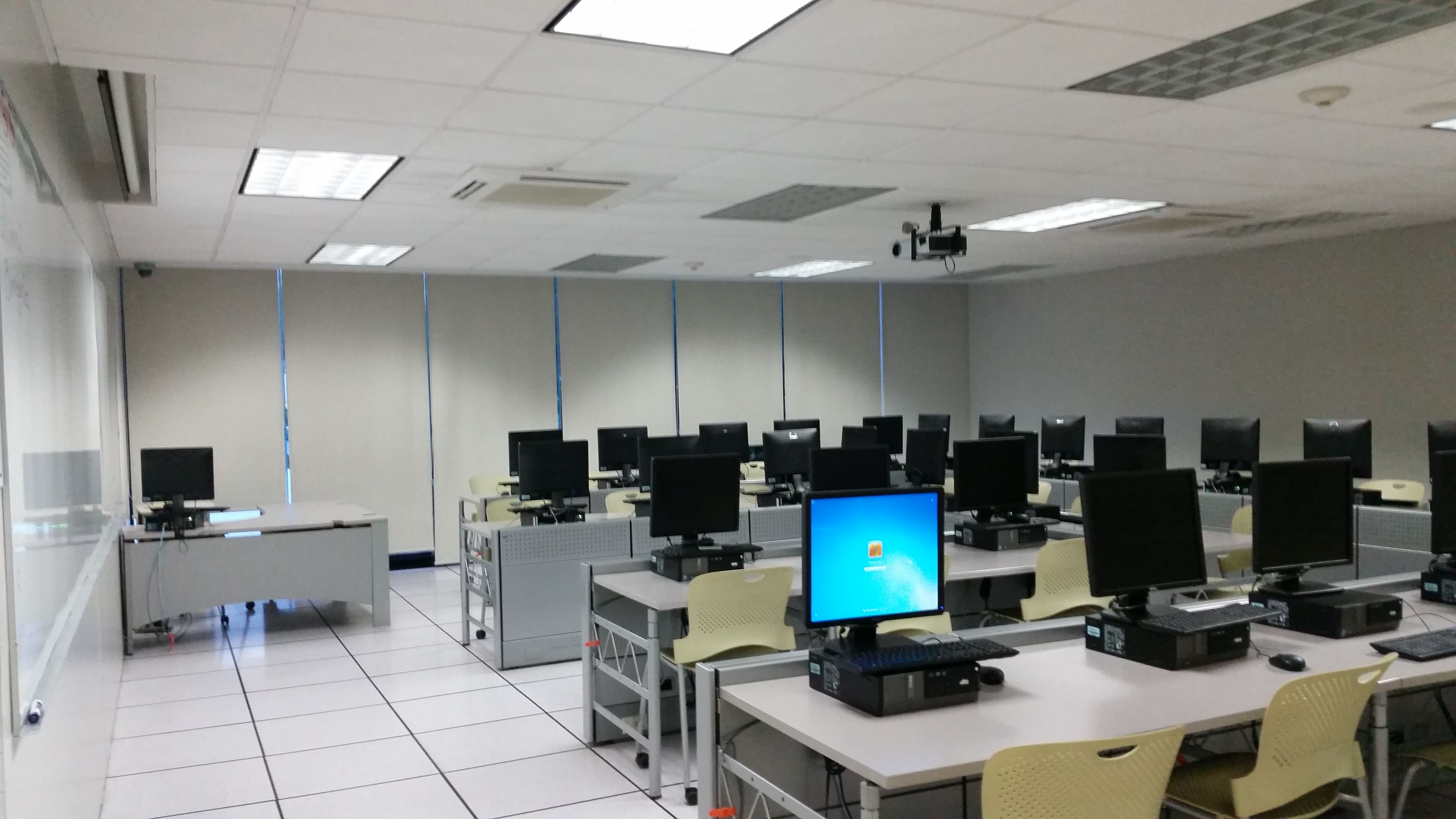
Computadoras de escritorio en un centro de cómputo.

Se denomina computadora de escritorio, computador de escritorio, ordenador de sobremesa u ordenador fijo a un tipo de computadora personal, diseñada y fabricada para ser instalada en una ubicación estática, como un escritorio o mesa, a diferencia de otras computadoras similares, como la computadora portátil, cuya ubicación es dinámica. Los componentes del hardware suelen ser una caja de computadora que alberga la placa base con un microprocesador como CPU, una fuente de alimentación, las unidades de disco, la memoria RAM, una tarjeta de video, un ratón, un teclado y un monitor. Los sistemas operativos más populares en las computadoras de escritorio suelen ser Windows, MacOS y Linux. 
Los ordenadores de mesa vienen en una variedad de tipos de carcasas, aquellas orientadas verticalmente son conocidas como torres de computadora, mientras que las que se orientan de manera horizontal son conocidas como pizza box. A diferencia de las computadoras portátiles, las computadoras de escritorio pueden desmontarse para cambiar sus componentes. Esta característica permite al propietario actualizar el ordenador de acuerdo a sus nuevas necesidades y avances técnicos. Dado que las piezas de los ordenadores de sobremesa no tienen que estar tan miniaturizadas como las de los portátiles, los ordenadores de sobremesa ofrecen una mejor relación calidad-precio que los portátiles.

## Orígenes

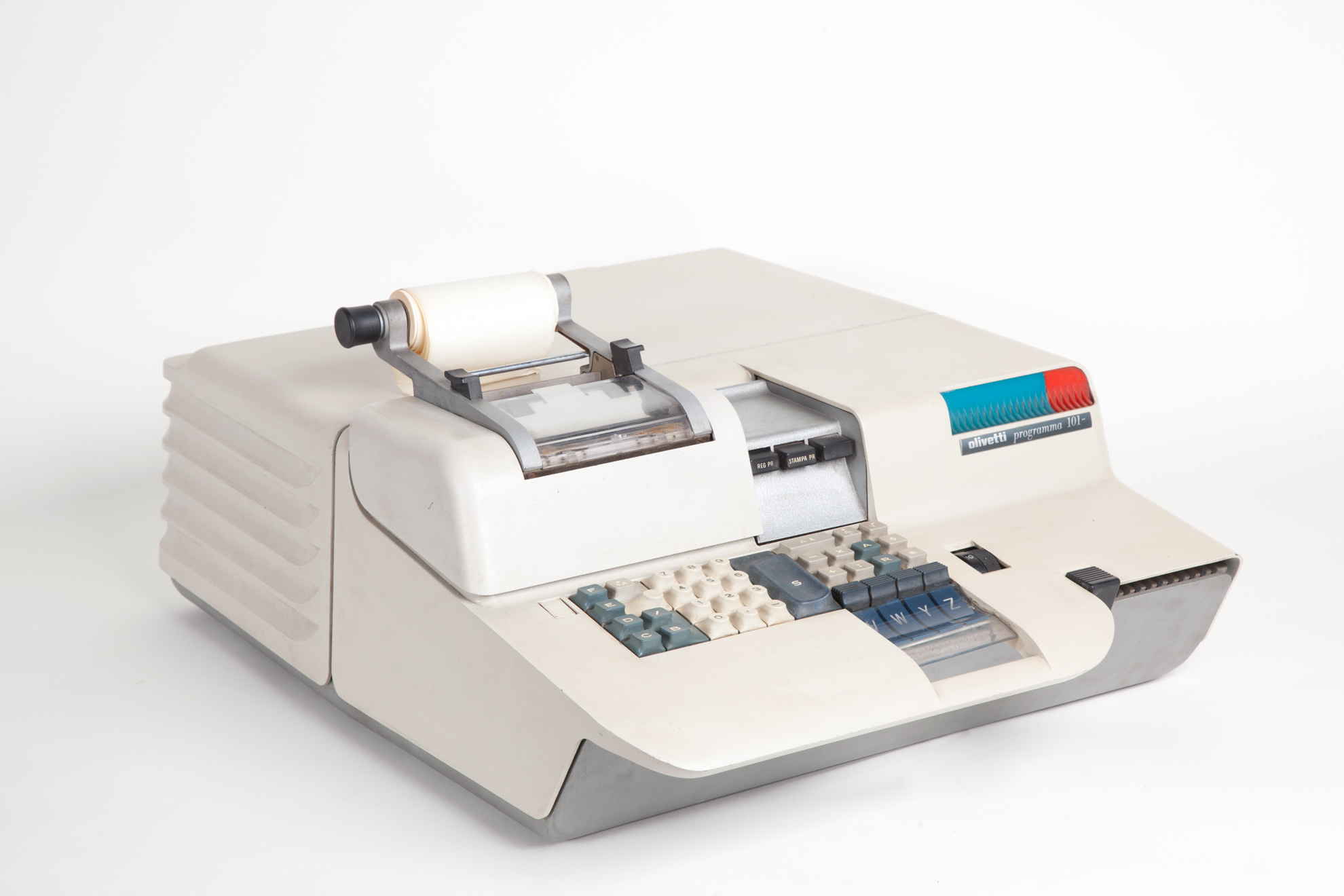
El Programma 101, en el Museo Nacional de la Ciencia y la Tecnología Leonardo da Vinci en Milán.

Antes de la popularización de los microprocesadores, el rumor quería que una computadora que cupiese en un escritorio debería ser como un juguete. De hecho, las primeras computadoras (en el sentido moderno) ocupaban una habitación completa. Las minicomputadoras, de uso común, tenían el tamaño de un escritorio, y casi siempre estaban montadas en los estantes.
El Programma 101 italiano, comercializado en 1965, fue la primera «calculadora/computadora programable» (programmable calculator/computer) que podía caber en un escritorio. Otros equipos de oficina siguieron en 1971. En 1972, se vendieron los primeros dispositivos que podían programarse en BASIC; eran versiones reducidas de minicomputadoras que incluían una ROM y una pantalla alfanumérica de una línea de LED; podían trazar figuras 2D gracias a un trazador.

## Funcionalidad
Las computadoras de uso doméstico suelen estar dedicadas al entretenimiento (multimedia, videojuegos, etc.) y a tareas domésticas (contabilidad casera, escritos, etc.). Estas computadoras carecen de gestión y mantenimiento ya que estas tareas son de poca importancia para un particular; sin embargo, la situación es bien distinta en el ámbito empresarial, en el cual la computadora de escritorio es la herramienta de trabajo por excelencia; se trata de un elemento muy importante para la marcha de un negocio. El uso que se hace de las computadoras de escritorio está relacionado normalmente con las tareas productivas y administrativas de los empleados: creación de informes, presentaciones, memorandos (véase paquete de oficina), comunicación con otras empresas, contabilidad, gestión de tareas, etc.; por este motivo, la computadora de escritorio debe ser adecuadamente gestionada en el ámbito empresarial.
Obsérvese que mientras un particular debe preocuparse normalmente de una o dos computadoras únicamente, una empresa puede tener como activo un parque de cientos o miles de computadoras personales. En este sentido existen dos actuaciones complementarias:

## Mantenimiento hardware
El mantenimiento del hardware, componentes físicos del PC, es un proceso útil para el incremento de la vida útil del equipo. Para esta acción se debe tomar precauciones para evitar daños catastróficos en el computador.
Errores frecuentes
- Forcejear o Maltratar físicamente los componentes.

Las partes de un deben tratarse con delicadeza para evitar doblar un pin o quebrar el componente.
- Dejar los elementos electrónicos en superficies no aptas.

Las superficies que entran en esta categoría son las productoras de estática
Los mencionados anteriormente son los 2 errores muy destructivos y que en su mayoría las personas sin conocimiento cometen.
Elementos necesarios
Para poder realizar este proceso de una forma más sencilla se han creado y comercializado productos para la limpieza del Hardware, como la lata de aire comprimido o los cepillos anti estática, que son utilizados para sacar el polvo.
Los elementos principales para la limpieza de un ordenador son:
- Destornilladores
- Pulsera anti estática
- Lata de aire comprimido
- Cepillo anti estática
- Papel higiénico

El mantenimiento del Hardware es de vital importancia para conservar los componentes del ordenador en buen estado y aumentar su vida útil ya que todas las partes de este se encuentran desprotegidas y expuestas. El contacto directo con la suciedad va deteriorando y rompiendo los circuitos, reduciendo la vida útil del PC.

## Mantenimiento software
Todas las computadoras necesitan software para funcionar. La instalación de software en miles de equipos repartidos por una oficina o diversas sedes no es nada trivial. Además, esta actividad es prácticamente obligatoria en la empresa. Las actualizaciones de software y los parches de seguridad son necesarios para evitar las mismas consecuencias que tendría una avería del hardware. Los problemas típicos de una empresa respecto al software de escritorio son:
- La presencia de software «pirata» o no autorizado. Esto puede derivar en serios perjuicios económicos, además del malfuncionamiento del software corporativo.
- Incompatibilidades de las aplicaciones corporativas con el hardware o el sistema operativo. Cada computadora puede contar con una versión distinta de sistema operativo, controladores, etc.
- Descontrol de las licencias de software comercial: esto involucra tanto software autorizado, e incluso pagado, pero no utilizado, como software que no se usa porque faltan licencias. La renovación y expiración de licencias también es un problema a considerar.
- La configuración del software y del sistema operativo para cada usuario.
- La distribución e instalación de software: tanto corporativo como comercial.

Un error típico de las empresas es desarrollar (o comprar) software sin saber qué características tienen las computadoras personales donde debe ser usado; por ejemplo, es frecuente desarrollar software para Windows 8 y una versión concreta de Mozilla Firefox; cuando llega el momento de la respectiva instalación resulta que parte del parque de computadoras aún tiene instalado Windows XP o una versión antigua del navegador.

## La gestión del parque de computadoras de escritorio
Existen tres enfoques:
- La no-gestión. consiste en no hacer nada y confiar en que el propio usuario solucionará sus problemas. Aunque puede parecer absurdo, es un enfoque válido cuando los costes de gestionar una computadora son mayores que los costes de no hacer nada. Es un caso frecuente en empresas muy pequeñas (decenas de empleados).
- La gestión reactiva. consiste en mantener un equipo de personas que atienden las incidencias a medida que se van produciendo (a modo de «bombero»). Este enfoque es válido para parques pequeños de computadoras de escritorio. Habitual en empresas de tamaño medio. Sin embargo, es inviable en parques grandes; por ejemplo, es impensable que un grupo de dos o tres personas tengan que recorrer doscientos puestos de trabajo, uno por uno, instalando software. El mayor problema de este enfoque es que el usuario sigue siendo responsable de coordinar todas las actuaciones necesarias (cosa nada trivial); por ejemplo, resolver un problema puede implicar a diversos departamentos de la empresa e incluso a terceros (garantía del fabricante, servicio técnico, etc.)
- La gestión proactiva consistente en un conjunto de medidas técnicas y organizativas que se describen a continuación.

Generalmente, las organizaciones suelen estar a caballo entre dos de estos enfoques, ya que se trata de una cuestión de madurez organizativa.

## Medidas organizativas
Generalmente, las grandes organizaciones disponen de un departamento organizado de atención a las incidencias en los puestos de usuario. Se suele denominar help desk o ‘gestión de incidencias’, y puede estar externalizado. Este departamento suele estructurarse en dos niveles de soporte.

### Atención primaria o de primer nivel
El papel fundamental de esta unidad es la centralización de las incidencias, generalmente mediante un número único de teléfono. Esto es esencial de cara al usuario de la computadora. De otra manera se perdería mucho tiempo solamente en localizar a un técnico (como ocurre en la gestión reactiva). Cada incidencia es registrada y documentada, lo que ofrece cierta garantía al usuario de que el problema se resolverá. Además, esto proporciona información a los mandos directivos para la toma de decisiones y la localización de ineficiencias.
La mayoría de las incidencias corresponden a problemas conocidos que pueden ser resueltos en esta unidad gracias a argumentarios. Un argumentario describe un problema conocido y cómo resolverlo.
En caso de que no sea posible resolver una incidencia en este nivel, es dirigida al siguiente. Cuando se trata de incidencias responsabilidad de terceros, esta unidad es responsable de movilizar y coordinar los recursos necesarios con total transparencia para el usuario; por ejemplo: dar aviso a un servicio técnico o reclamar la garantía de un fabricante.

### Atención de segundo nivel
Esta unidad tiene el cometido de resolver las incidencias que no se hayan producido con anterioridad, y documentarlas para que el soporte de primer nivel pueda solucionarlas en el futuro.

## Medidas técnicas
Existen diversas herramientas software que facilitan la gestión de un parque de computadoras de escritorio; cabe destacar:
- Herramientas de inventariado: automáticamente informan sobre el hardware y el software que, efectivamente, se encuentra en cada puesto de trabajo. Esencial para la toma de decisiones.
- Herramientas de distribución de software: permiten la instalación y actualización de software sin necesidad de presencia física de un técnico, gracias a las redes de telecomunicaciones.
- Imágenes de disco: facilitan la instalación de una nueva computadora con el mínimo esfuerzo.

## Todo en uno
Una computadora de escritorio todo-en-uno (en inglés: All-in-One; AIO) es un equipo que integra en una carcasa de monitor (mayoritariamente ampliada) todos los componentes del sistema, bien por detrás de la pantalla (en los casos de pantallas TFT) bien en uno o varios de los lados del tubo de rayos catódicos (pantallas de tubo), o en el pie del equipo. Esto permite ocupar un espacio menor, pero sin los beneficios de portabilidad de un netbook, pues debe añadirse el teclado y ratón independientes y carecen del beneficio de la batería de este.
El factor de forma del todo-en-uno fue popular durante la década de 1980 para los computadores destinados al uso profesional como el Kaypro II, Osborne 1, TRS-80 Model II y Compaq Portable, y la computadora doméstica Commodore SX-64 incluyen en una carcasa de sobremesa la placa base, disqueteras y un monitor CTR de pequeño tamaño, cerrando el frontal un teclado que puede separarse y a la vez protege el monitor y las disqueteras. Todos presentan un conector para un monitor externo y un asa de transporte. Forman la subclase de computadora portable, que no portátil pues su gran peso (hasta 17 kg) y el requisito de un conector mural de potencia los separan claramente.
En 1984, Apple Computer lanza el Macintosh original y sus sucesores con el mismo factor de forma que abandona en 1993, para recuperar el todo en uno con la gama iMac en 1998, verdadero motor de este tipo de equipos que habían caído en desuso.
La competencia del iMac original comienza con equipos que integran todo en la carcasa de monitor (incluso clonan su forma al 100%) y se crea además un «engendro» consistente en fusionar una carcasa de monitor de 14 o 15 pulgadas con una caja SFF o incluso de sobremesa completa.
A principios de la década de 2000, muchos diseños all-in-one estaban usando las pantallas planas, y muchos de ellos, como el iMac G4 han utilizado componentes de la computadora portátil con el fin de reducir el tamaño de la carcasa del sistema. La fuente de alimentación mayoritariamente se externaliza, aunque no siempre se sigue el criterio de sencillez en el conector. Esto redunda en equipos cada vez más reducidos en cuanto a componentes, aunque el tamaño de la pantalla ha ido creciendo.
Para finales de 2012 algunos modelos todo-en-uno también incluyen pantalla táctil para dar cabida a Windows 8 y Windows 10, como el Lenovo Ideacentre y el ASUS V222GAK.
Al igual que los computadores portátiles, algunos todo-en-uno se caracterizan por la incapacidad de personalizar o actualizar los componentes internos, porque el chasis del sistema no proporcionan fácil acceso, excepto a través de paneles que solo exponen conectores de RAM o un dispositivo de almacenamiento. Una avería de ciertos componentes puede significar que todo el equipo deba ser sustituido, independientemente del estado de sus componentes restantes. Hay excepciones a estos casos; por ejemplo, la porción de monitor de la estación de trabajo HP Z1 G2 puede estar en ángulo plano, y abrirse como un capó de automóvil para acceder al hardware interno.

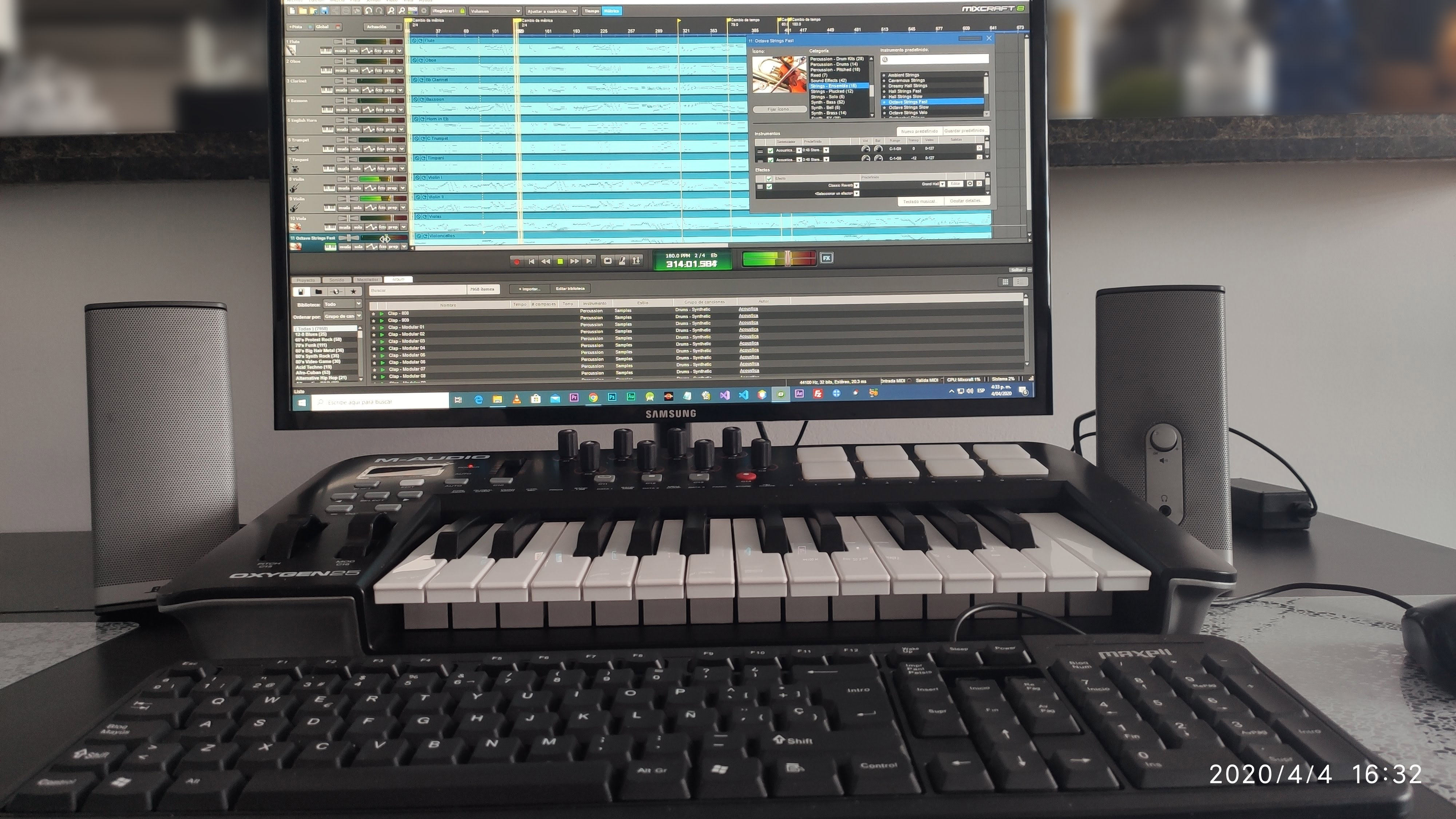
Computadora de escritorio con un Teclado electrónico.